# Antônio Ferreira Cesarino Júnior
 Antônio Ferreira Cesarino Júnior  (Campinas, Brasil, 16 de marzo de 1906 - 10 de marzo de 1992), fue un abogado, médico, jurista y profesor universitario  de larga trayectoria en su país, especializado en Derecho Laboral y en Medicina del Trabajo.

## Estudios
En 1923 obtuvo su bachillerato en Ciencias y Letras en el Colegio Culto a la Ciencia de la ciudad de Campinas y en 1928 se licenció en la Facultad de Derecho de la Universidad de San Pablo, donde en 1938 obtuvo su doctorado. En 1952 se graduó como médico en la Escuela Paulista de Medicina y en 1960 obtuvo su doctorado en Economía en la Facultad de Ciencias Económicas de la Universidad de San Pablo. Se recibió en 1965 de Médico sanitarista en la Facultad de Higiene y Salud Pública de San Pablo.

## Actividad docente y profesional
Está reconocido como un precursor y sistematizador del Derecho laboral en su país por la publicación de los primeros libros sobre la materia, Derecho Social Brasileño (1940) y Derecho Procesal del Trabajo (1942). Innovó en la enseñanza del Derecho dictando cursos de Derecho Laboral y estimulando a sus alumnos a hacer prácticas en dependencias de los tribunales del trabajo, sindicatos, oficinas oficiales de inspección de trabajo, en el Instituto Nacional de la Seguridad Social de Brasil y en los departamentos de recursos humanos de empresas públicas y privadas; también los incentivaba a escribir ensayos y monografías sobre temas legales para publicaciones periódicas que firmaban con sus nombres o como colaboradores.
En julio de 1945 fue uno de los fundadores del Partido Demócrata Cristiano de Brasil, pero más adelante abandonó la política. Organizó en 1954 en San Pablo el primer Congreso Mundial de Derecho del Trabajo, fue el primer profesor de la materia en su país y en 1938 creó el Departamento de Derecho Social de la Universidad Federal de San Pablo
Además de formar la primera generación de abogados y jueces laboralistas, escribió muchos libros y artículos sobre Derecho Laboral y sobre Medicina del Trabajo que fueron publicados en revistas tanto de Brasil como de otros países.
Fue profesor de la escuela secundaria estatal (Ginásio do Estado) en Campinas en 1929 y en San Pablo en 1934. En 1938 fue el primer profesor designado por concurso en Legislación Social en Brasil, en la Facultad de Derecho de la Universidad de San Pablo. En 1953 fue profesor visitante de la Universidad de Wisconsin y en 1955 profesor honorario de la Universidad Central de Venezuela. Nombrado en 1960 profesor catedrático de la Facultad de Economía de la Universidad de San Pablo, en 1962 profesor titular de la Facultad de Medicina de la Universidad Católica de San Pablo y en 1978 profesor emérito de la Facultad de Derecho de la Universidad de San Pablo.
En 1978 fue designado Presidente honorario de la Academia Nacional de Derecho del Trabajo de Brasil y además tuvo igual cargo en el Instituto de Derecho Social, que actualmente se denomina Instituto Brasileño de Derecho Social Cesarino Júnior.
Integró la Comisión de peritos de la Organización Internacional del Trabajo en 1976 y fue presidente y presidente honorario de la Sociedad Internacional de Derecho del Trabajo y de la Seguridad Social en 1958 y 1982.
Fue desde 1954 miembro honorario de la Sociedad de Medicina do Trabajo con sede en Estrasburgo, presidió la Sociedad de Medicina Social y del Trabajo en 1955 y en 1968 en San Pablo fue uno de los fundadores y primer presidente de la Asociación Nacional de Medicina del Trabajo, entidad que en 1977 lo designó miembro honorario.
Fue miembro de la Asociación Médica Brasileña, de la Asociación Paulista de Medicina, en la que además presidió su Departamento de Medicina del Trabajo, de la Academia de Medicina de San Pablo y del Consejo Regional de Medicina de San Pablo.

## Condecoraciones
Fue galardonado con la Orden del Mérito Judicial del Trabajo en el grado de comendador en Brasilia en 1977 y con la Orden de Francisco Miranda en Caracas en 1978. Recibió la Medalla de la Orden del Mérito Social en 1963 por el Instituto de Derecho Social y la Medalla Jorge Duprat Figueiredo en 1988 por la Fundación Fundacentro.